# Libérez-nous des libéraux
Libérez-nous des libéraux est une chanson du groupe de rap québécois Loco Locass.
Composée au lendemain des élections québécoises du 14 avril 2003, remportées par le parti libéral du Québec dirigé par Jean Charest, la chanson a été mise à disposition gratuitement sur le site web du groupe Loco Locass le 1er mai 2004. Dans le communiqué qui accompagne la mise en ligne, le groupe se dit « excédé par une année de réingéniaiserie », allusion à la politique de « réingénierie » de l'État québécois menée par le gouvernement Charest.
Une version plus longue, incluant un couplet concernant le parti libéral du Canada, alors au pouvoir au niveau fédéral, a ensuite paru en novembre suivant sur leur album Amour oral.
Cette chanson a été beaucoup utilisée par les étudiants lors de la grève étudiante québécoise de 2005, par le Parti québécois et par divers individus et groupes, sur la place publique, prônant la souveraineté du Québec ou l'opposition au parti au pouvoir, le Parti libéral du Québec.
En février 2005, la popularité de Libérez-nous des libéraux est telle qu'elle est pastichée par sa principale cible, le premier ministre Jean Charest et qu'André Pratte, l'éditorialiste en chef de La Presse, l'un des plus importants quotidiens francophones du Québec, se porte à la défense du gouvernement en place dans l'un de ses éditoriaux en entreprenant de réfuter les paroles de la chanson.
Au gala MIMI 2005, Libérez-nous des libéraux a été désignée chanson de l'année.

## Crédits
Version longue
- Texte : Batlam (Sébastien Ricard) et Biz (Sébastien Fréchette)
- Musique : Chafiik (Mathieu Farhoud-Dionne)
- Violon : Guido Del Fabbro
- Imitation de Jean Charest : François Parenteau des Zapartistes
- Imitation de Paul Martin : Christian Vanasse des Zapartistes
- Extrait d'un discours de René Lévesque, tiré de l'émission Point de mire
- Extrait de Cristal Numérique-Baschet (1) de Vincent Dionne